# Mysmena lulanga
Espèce
Mysmena lulanga est une espèce d'araignées aranéomorphes de la famille des Mysmenidae.

## Distribution
Cette espèce est endémique du Tibet en Chine,. Elle se rencontre dans la ville-préfecture de Linzhi entre 3 480 et 3 530 m d'altitude.

## Description
Le mâle holotype mesure 0,71 mm et la femelle paratype 0,95 mm.

## Étymologie
Son nom d'espèce lui a été donné en référence au lieu de sa découverte, Lulang.

## Publication originale
- Lin & Li, 2016 : Mysmenidae, a spider family newly recorded from Tibet (Arachnida, Araneae). ZooKeys no 549, p. 51-69 (texte intégral).